# Alkanna leptophylla
Alkanna leptophylla är en strävbladig växtart som beskrevs av Karl Heinz Rechinger. Alkanna leptophylla ingår i släktet Alkanna och familjen strävbladiga växter. Inga underarter finns listade i Catalogue of Life.